# Gasthaus Krone (Bonfeld)

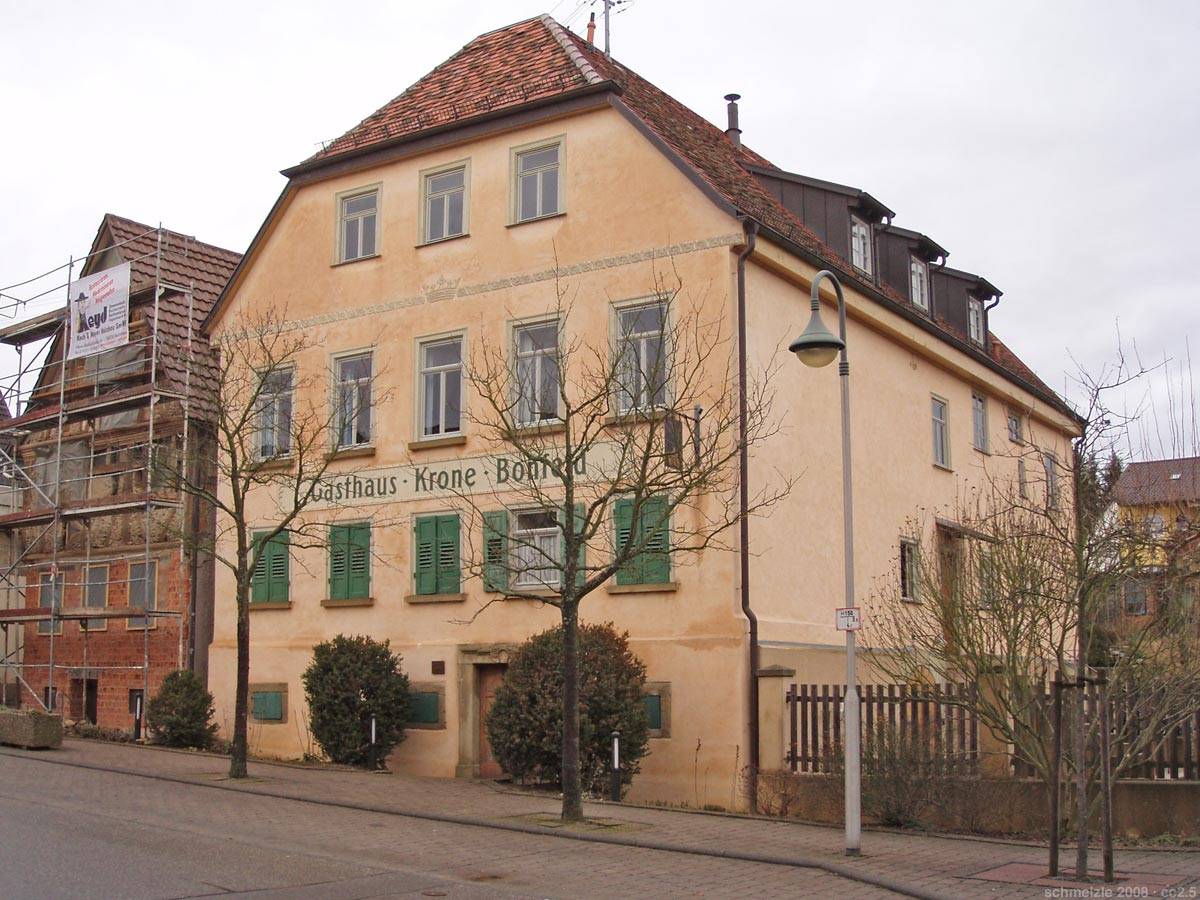
Gasthaus Krone in Bonfeld

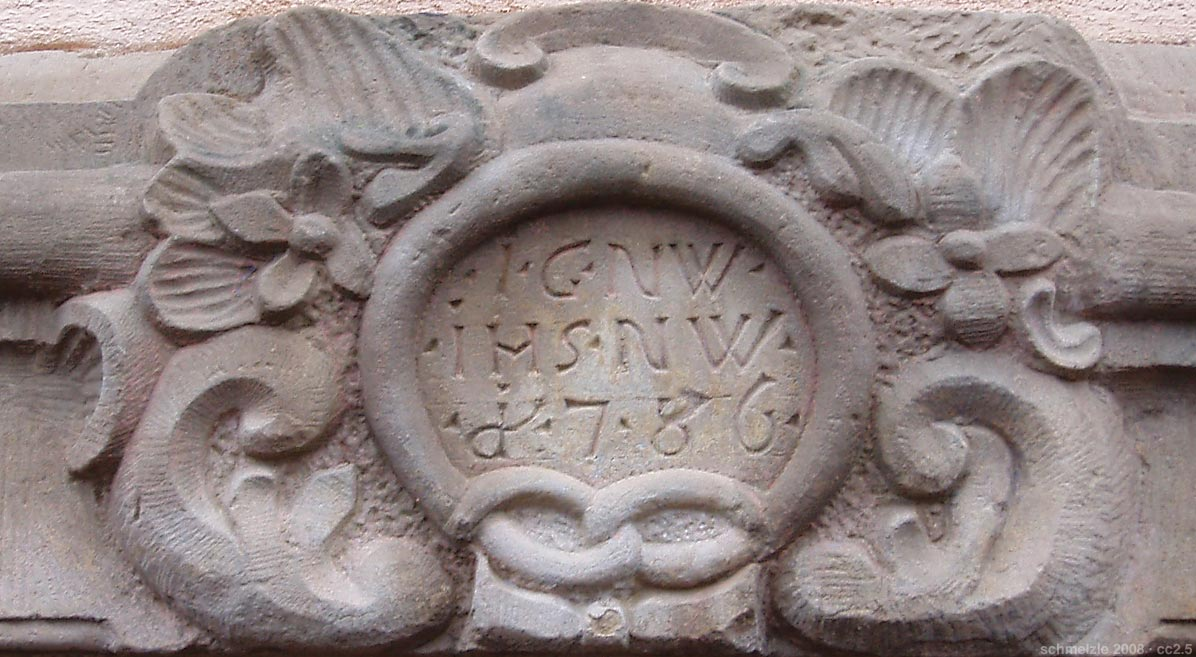
Portal datiert 1786

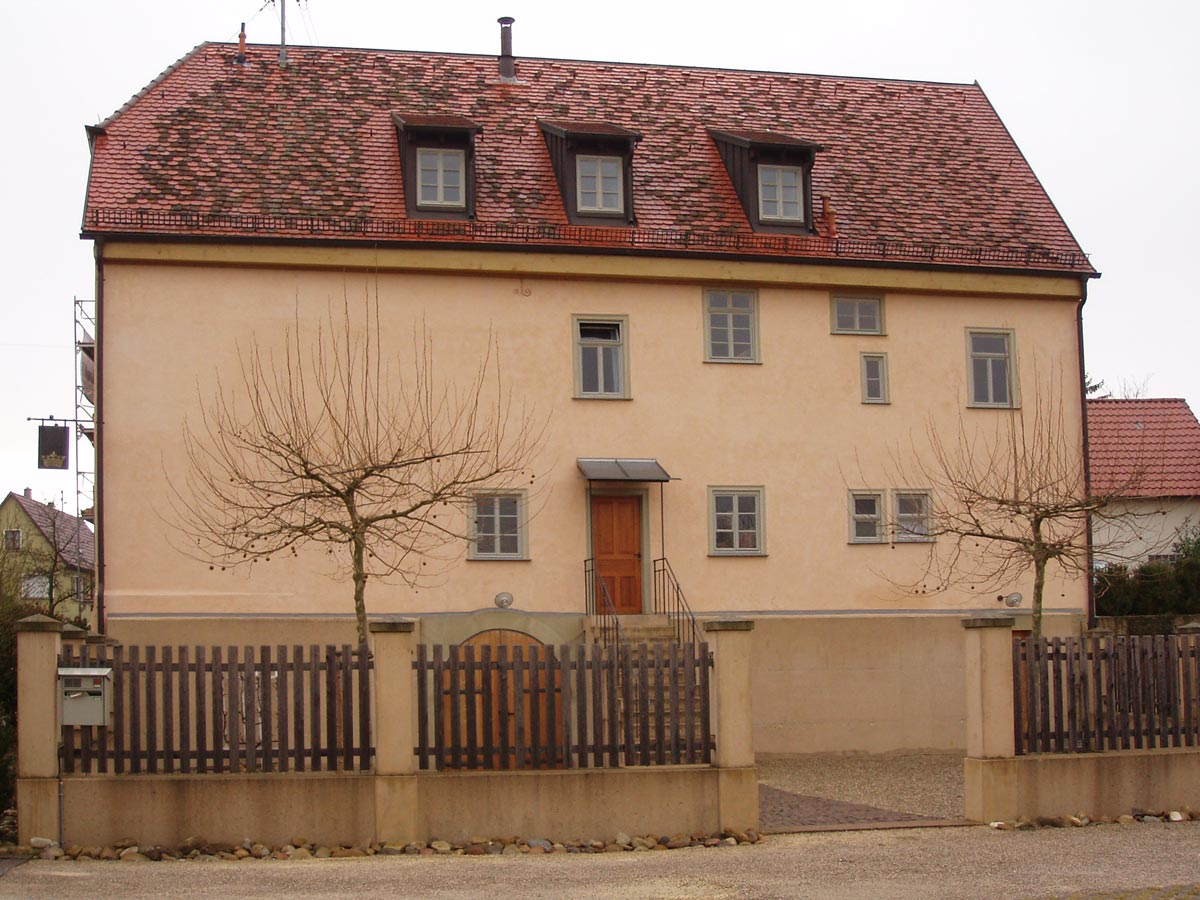
Seitenansicht

Das Gasthaus Krone in Bonfeld, einem Ortsteil von Bad Rappenau im nördlichen Baden-Württemberg, ist ein am Portal auf 1786 datiertes historisches Gasthaus, das nach einer umfassenden Sanierung im Jahr 2003 mit dem Denkmalschutzpreis Baden-Württemberg ausgezeichnet wurde.

## Geschichte
Das Gasthaus an der Rappenauer Straße 9 in Bonfeld ist am zur Straße gelegenen Portal auf 1786 datiert. Über der Jahreszahl befinden sich unter anderem die Initialen I G N W des damaligen Bauherrn Johann Georg Nothwang. Das Haus könnte im Kern älter sein und im Jahr 1786, während einer Epoche reicher barocker Bautätigkeit in Bonfeld, lediglich umgebaut worden sein. In einem Nachbargebäude rechts der Krone befand sich schon mindestens seit 1744 das Gasthaus Zum Lamm, das bis 1836 als Gasthaus und bis vor wenigen Jahren als Gebäude bestand. 
Bereits vor 1800 wurde im Gebäude der Krone eine Brauerei betrieben, weswegen das Haus auch als Bierhalterei bezeichnet wurde. Außer einem etwa 750 Liter fassenden Kupferkessel für Bier gab es auch einen Branntweinkessel zur Erzeugung von Schnaps. Im Haus wurde ein Bierausschank betrieben. Den Hausnamen Zur Krone erhielt die Bierhalterei erst, nachdem 1843 in der nahen Kirchhausener Straße ein Gasthaus dieses Namens geschlossen hatte (es wurde 1936 als Gasthaus Zum grünen Baum wiedereröffnet). 
Das Gebäude befand sich bis zum Ende des Wirtshausbetriebs im Besitz von Nachkommen und Erben des Johann Georg Nothwang. Über die zweite Heirat der Witwe des Enkels des Gründers kam das Haus nach 1866 in Besitz des Sonnenwirts Wilhelm Klempp, unter dessen Brüdern drei weitere Bierbrauer waren. 
Der Brauereibetrieb endete 1936, der Wirtshausbetrieb 1976. Die Schließung des Gasthauses lag in einem Jahrzehnt, in dem die meisten der traditionellen Bonfelder Gasthäuser schlossen: Engel 1970, Sonne 1972, Traube 1974, Zum Grünen Baum 1977 und das Cafe in der Herbststraße 1980. Im selben Zeitraum kam mit der Gaststätte im 1975 fertiggestellten Sportheim lediglich ein Gasthaus hinzu.
Die Gebäudegruppe in der Rappenauer Straße um die Krone verfiel bis ins späte 20. Jahrhundert zusehends. Sowohl das giebelständig zur Straße stehende Gebäude links der Krone als auch das traufständige ehemalige Gasthaus Lamm rechts waren überputzt worden und nur noch der Bauform nach als Fachwerkgebäude zu erkennen. Die historische Gestalt war auch durch nachträglich angebrachte Rollladenkästen und Ähnliches beeinträchtigt.
Nach einer durch die neue Besitzerfamilie Brüggemann veranlassten, drei Jahre dauernden Sanierung nach Plänen des Architekten Michael Hilbert, bei der die Fassade weitgehend originalgetreu erhalten blieb, wurde das Haus im Jahr 2003 mit dem jährlich an fünf Objekte vergebenen Denkmalschutzpreis Baden-Württemberg ausgezeichnet. Nach dem Abriss des benachbarten Gasthauses Lamm entstand an dessen Stelle ein repräsentativer Aufgangsbereich zum rund 100 Quadratmeter großen Festsaal im ersten Obergeschoss der Krone, deren Seitenfassade überhaupt erst durch den Abriss des Nachbargebäudes von der Rappenauer Straße aus zu sehen ist. Im Inneren wurde das Gasthaus im Stil des Jahres 1900 restauriert, wobei historische Elemente wie die Dielenböden erhalten blieben. Seit der Sanierung wird das Gasthaus auch wieder bewirtschaftet. 
Das historische Nachbargebäude, das links an das Gasthaus Krone angrenzt, wurde im Jahr 2008 umfassend saniert, wobei dessen schmuckvolles Fachwerk wieder freigelegt wurde.